# دانشگاه بناب
دانشگاه بناب یکی از دانشگاه‌های دولتی آذربایجان شرقی است، که در مهرماه سال ۱۳۷۵ ابتدا با نام آموزشکده شروع بکار کرد و در خردادماه سال ۱۳۸۴ به‌عنوان دانشکده تحت نظارت دانشگاه تبریز ارتقا یافته و مشغول به فعالیت شد. سپس در سال ۱۳۸۷ از دانشگاه تبریز مستقل گردید و در اردیبهشت سال ۱۳۸۸ به مجتمع آموزش عالی بناب ارتقا پیدا کرد. در سال ۱۳۹۰ به دانشگاه ارتقا پیدا کرده و اکنون بعنوان یک دانشگاه نوپا فعالیّت می‌کند.
دانشگاه بناب در سال ۱۳۷۵ با جذب ۳۵ دانشجو در رشته برق الکترونیک در مقطع کاردانی با نام آموزشکده فنی بناب وابسته به دانشگاه تبریز فعالیت آموزشی خود را آغاز نمود. پس از اختصاص ردیف اعتباری مستقل در مجلس شورای اسلامی به شماره ۱۱۶۰۰۱ در سال ۱۳۸۳ روند توسعه این مرکز آموزش عالی بیش از پیش شتاب گرفت و در سال ۱۳۸۴ به دانشکده فنی و مهندسی ارتقاء پیدا کرد و در سال ۱۳۸۶ با تصویب شورای محترم گسترش آموزش عالی به‌طور رسمی از دانشگاه تبریز منفک گردید. در سال ۱۳۸۸ با ادامه روند توسعه، شورای محترم گسترش آموزش عالی با ارتقاء دانشکده فنی و مهندسی بناب به مجتمع آموزش عالی بناب موافقت نمود. همچنین در سال ۹۰ به دانشگاه بناب ارتقاء یافت. در حال حاضر در مجموع نزدیک به ۳۰۰۰ دانشجو در ۱۴ رشته کارشناسی ۱۰ رشته کارشناسی ارشد و ۲ رشته دکتری در سه دانشکده فنی و مهندسی، علوم پایه و هنر و معماری در دانشگاه بناب مشغول به تحصیل می‌باشند.
در سند چشم‌انداز ۵ ساله دانشگاه بناب ۶ دانشکده پیش‌بینی شده‌است و برآورد جمعیت دانشگاه بناب ۶۰۰۰ دانشجو خواهد بود، در سالهای اخیر با مساعدت‌های ویژه وزارت محترم، شتاب مضاعف توسعه فضای فیزیکی دانشگاه، امکانات مناسبی را برای توسعه آموزش و پژوهش فراهم کرده‌است و درخشش دانشجویان دانشگاه بناب در المپیادهای علمی و ورزشی برگ زرینی در تقویم علمی و فرهنگی شهرستان بناب است.

## دانشکده‌ها
1. دانشکده علوم پایه
2. دانشکده فنی مهندسی
3. دانشکده هنر و معماری
4. دانشکده مهندسی پلیمر

## دانشکده فنی و مهندسی
در ابتدا تنها رشته‌ای که در دانشگاه بناب تدریس می‌گردید رشته کاردانی برق الکترونیک بود در واقع بنیان‌گذار دانشگاه بناب و قدیمی‌ترین رشته این مرکز آموزشی آموزشکده فنی بناب می‌باشد بعدها با گسترش دانشگاه بقیه رشته‌های تحصیلی به وجود آمدند.
1. مهندسی کامپیوتر - نرم‌افزار (کارشناسی)
2. مهندسی کامپیوتر - نرم‌افزار (کارشناسی ارشد)
3. مهندسی برق - الکترونیک (کارشناسی)
4. مهندسی برق - مخابرات (کارشناسی)
5. مهندسی برق - فوتونیک (کارشناسی ارشد)
6. مهندسی مکانیک - حرارت و سیالات (کارشناسی)
7. مهندسی مکانیک - طراحی جامدات (کارشناسی)
8. مهندسی مواد (کارشناسی)
9. مهندسی عمران (کارشناسی)
10. مهندسی عمران - سازه (کارشناسی ارشد)
11. مهندسی نساجی (کارشناسی)
12. مهندسی نساجی (کارشناسی ارشد)
13. مهندسی اپتیک و لیزر (کارشناسی)
14. مهندسی اپتیک و لیزر (کارشناسی ارشد)
15. مهندسی پلیمر (کارشناسی)
16. مهندسی پلیمر (کارشناسی ارشد)
17. مهندسی شیمی (کارشناسی)

## دانشکده علوم پایه
1. علوم کامپیوتر - عمومی (کارشناسی)
2. مهندسی ریاضی - کاربری (کارشناسی)
3. مهندسی ریاضی - آنالیز (کارشناسی)
4. مهندسی ریاضی - هندسه (کارشناسی)
5. مهندسی ریاضی - هندسه (کارشناسی ارشد)
6. مهندسی ریاضی - هندسه (دکترا)

## دانشکده هنر و معماری
1. مهندسی معماری (کارشناسی)